# Bieniewice
Bieniewice – wieś w Polsce, położona w województwie mazowieckim, w powiecie warszawskim zachodnim, w gminie Błonie. Leży w obrębie przystanku Witanów na linii kolejowej nr 3.
Na terenie wsi utworzono dwa sołectwa Bieniewice i Witanów.
| SIMC    | Nazwa   | Rodzaj    |
| ------- | ------- | --------- |
| 0000052 | Janków  | część wsi |
| 0000069 | Witanów | część wsi |

Wieś szlachecka położona była w drugiej połowie XVI wieku w powiecie sochaczewskim ziemi sochaczewskiej województwa rawskiego.
W miejscowości znajdują się: przedszkole "Iskierka", Szkoła Podstawowa im. Jana Pawła II, remiza OSP, miejsce pamięci "Dęby Pamięci" oraz Sala Królestwa Świadków Jehowy (zbory: Błonie, Błonie, Błonie–Rosyjski). 
W trakcie badań archeologicznych przy budowie boiska szkoły podstawowej natrafiono na ślady osadnictwa z okresu kultury łużyckiej oraz późniejsze ślady grobów kloszowych. Obiekty archeologiczne z innych badań (ul. św. Jana, okolice Faszczyc) wskazują, że wieś i okolice były gęsto zasiedlone w okresie średniowiecza. W latach 1954-1968 wieś należała i była siedzibą władz gromady Bieniewice, po jej zniesieniu w gromadzie Błonie. W latach 1975–1998 miejscowość administracyjnie należała do województwa warszawskiego.
W miejscowości znajduje się dyskont spożywczy sieci Dino, oraz sklepy spożywcze i placówka pocztowa (AP Bieniewice 05-873).
We wsi dominuje zabudowa w postaci domków jednorodzinnych. W Bieniewicach znajduje się jeden blok.